# اندیس کاسه ماست
کاسه ماست یک اندیس غیرفلزی است که در حوالی شهر دال پری استان ایلام واقع شده است و مادهٔ معدنی موجود در آن، فسفات است.  